# Richard John Roberts
Sir Richard John Roberts (Derby, Inglaterra, 6 de septiembre de 1943) es un bioquímico inglés. Estudió inicialmente química, posteriormente se traslada a Estados Unidos, donde desarrolla actividad docente en Harvard y en el Cold Spring Harbor Laboratory de Nueva York. Desde 1992 dirige los trabajos de investigación de New England Biolabs Inc., en Beverly, (Massachusetts).
Obtuvo el Premio Nobel de Fisiología o Medicina en 1993, compartido con Phillip A. Sharp, por su trabajo sobre los intrones, fragmentos de ADN que no tiene nada que ver con la información genética. Pudieron describir que la información depositada en un gen no estaba dispuesta de forma continua, sino que se encontraba fraccionada.
Los primeros experimentos los realizaron sobre material genético de virus, particularmente de adenovirus.
Ambos llegaron a la conclusión de que el ARN ha tenido que preceder en la evolución al ADN.